# Mateusz Gola
Mateusz Gola (ur. 1984) – polski naukowiec, profesor nauk społecznych, profesor Instytutu Psychologii Polskiej Akademii Nauk oraz profesor w Institute for Neural Computation na Uniwersytecie Kalifornijskim w San Diego, specjalizujący się w badaniach uzależnień behawioralnych (np. od pornografii, zachowań seksualnych, gier komputerowych, czy hazardu) oraz uzależnień od substancji.

## Życiorys
W 2008 zdobył tytuł magistra psychologii na Wydziale Psychologii Uniwersytetu SWPS. Następnie w 2011 ukończył indywidualne studia doktoranckie na tym samym wydziale na podstawie pracy pt. Elektrofizjologiczne wskaźniki obniżenia sprawności uwagi w procesie starzenia (pod kierunkiem prof. Andrzeja Wróbla). W trakcie studiów doktoranckich dwukrotnie został laureatem stypendium Start przyznawanego przez Fundację na Rzecz Nauki Polskiej, podjął również pracę jako wykładowca na Uniwersytecie SWPS, początkowo jako asystent (do 2011), a następnie adiunkt (do 2014), gdzie współtworzył kierunek neurokognitywistyka. Od 2014 poświęcił się w pełni pracy badawczej rezygnując z dydaktyki i rozpoczynając tworzenie zespołu naukowego o nazwie „hiperseksualnosc.pl” w Instytucie Psychologii PAN. W latach 2014–2016 był profesorem wizytującym w Swartz Center for Computational Neuroscience na Uniwersytecie Kalifornijskim w San Diego, a w 2017 odbył staż naukowy w School of Medicine Uniwersytetu Yale. W 2017 uzyskał habilitację z psychologii na podstawie cyklu prac naukowych poświęconych mechanizmom nałogowych zachowań seksualnych pt. Psychologiczne i kliniczne aspekty nałogowego korzystania z pornografii oraz koncepcja neuronalnych mechanizmów tego problemu. Objął również kierownictwo pracowni Neuronauki Klinicznej w Instytucie Psychologii PAN oraz kierownictwo zespołu naukowego w Institute for Neural Computation na Uniwersytecie Kalifornijskim w San Diego. W 2023 roku uzyskał tytuł profesora nauk społecznych w dyscyplinie psychologii m.in. za badania, które przyczyniły się do uznania przez Światową Organizację Zdrowia kompulsywnych zachowań seksualnych za zaburzenie i umieszczenie ich w 11. edycji Międzynarodowej Klasyfikacji Chorób (ICD-11).

## Praca psychoterapeutyczna
W 2013 uzyskał licencję psychoterapeutyczną Polskiego Towarzystwa Terapii Poznawczo-Behawioralnej. Od 2009 pracował jako psychoterapeuta w Ośrodku Naukowo-Terapeutycznym Ogrody Zmian, którego był współtwórcą. Jako psychoterapeuta pomagał głównie osobom z zaburzeniami nastroju, lękowymi oraz nałogami, szczególnie kompulsywnymi zachowaniami seksualnymi, co stało się bezpośrednią inspiracją do jego dalszej pracy naukowej. Od 2018 pracuje z pacjentami z całego świata poprzez internet.
W 2016 współzałożyciel PredictWatch, firmy rozwijającej technologie wspierające osoby uzależnione w utrzymaniu abstynencji oraz pozwalające na wczesną predykcję nawrotów z wykorzystaniem urządzeń mobilnych. Jedna z aplikacji PredictWatch – Nałogometr – wykorzystana została w prowadzonym przez niego Ogólnopolskim Badaniu Nałogów i jest bezpłatnie dostępna dla wszystkich polskojęzycznych użytkowników.

## Osiągnięcia
Jednymi z najważniejszych osiągnięć naukowych Mateusza Goli są prace poświęcone psychologicznym i neuronalnym mechanizmom kompulsywnych zachowań seksualnych (tj. np. nałogowe korzystanie z pornografii lub płatnych albo przygodnych kontaktów seksualnych) opublikowane w wiodących międzynarodowych czasopismach naukowych, tj. „Lancet Psychiatry”, „Nature Neuropsychopharmacology”, „Journal of Behavioral Addiction”, czy „Journal of Sexual Medicine”. Do 2019 Mateusz Gola był autorem lub współautorem ponad 60 prac naukowych poświęconych tematyce nałogowych zachowań seksualnych. Prace te przyczyniły się do uwzględnienia przez Światową Organizację Zdrowia kompulsywnych zachowań seksualnych w 11. edycji Międzynarodowej Klasyfikacji Chorób (ICD-11).
Otrzymał również szereg wyróżnień i stypendiów, tj. np. Scholarship of Society for Psychophysiological Research, Stypendium Ministra Edukacji Narodowej i Szkolnictwa Wyższego, czy Scholarship of The Kosciuszko Foundation.

## Działalność medialna i popularnonaukowa
W Polsce Mateusz Gola rozpoznawany jest z udziału w programie The Brain. Genialny umysł emitowanym przez Polsat w 2017. Udziela również wielu wywiadów prasowych, radiowych i telewizyjnych popularyzujących wyniki prowadzonych przez jego zespół badań oraz wiedzę o mózgu. Prowadzi również popularnonaukową stronę na Facebooku oraz kanał Krótko i po ludzku na YouTube.